# Корчівка (Люблінське воєводство)
Корчівка (пол. Korczówka, Корчувка) — село в Польщі, у гміні Ломази Більського повіту Люблінського воєводства. Населення — 258 осіб (2011).

## Історія
1757 року вперше згадується церква східного обряду в селі.
За даними етнографічної експедиції 1869—1870 років під керівництвом Павла Чубинського, у селі переважно проживали греко-католики, які розмовляли українською мовою.
У міжвоєнні 1918—1939 роки польська влада в рамках великої акції руйнування українських храмів на Холмщині і Підляшші перетворила місцеву православну церкву на римо-католицький костел.
У 1975—1998 роках село належало до Білопідляського воєводства.

## Населення
Демографічна структура станом на 31 березня 2011 року:
|          | Загалом | Допрацездатний вік | Працездатний вік | Постпрацездатний вік |
| -------- | ------- | ------------------ | ---------------- | -------------------- |
| Чоловіки | 129     | 36                 | 72               | 21                   |
| Жінки    | 129     | 26                 | 68               | 35                   |
| Разом    | 258     | 62                 | 140              | 56                   |